# Andy Priaulx

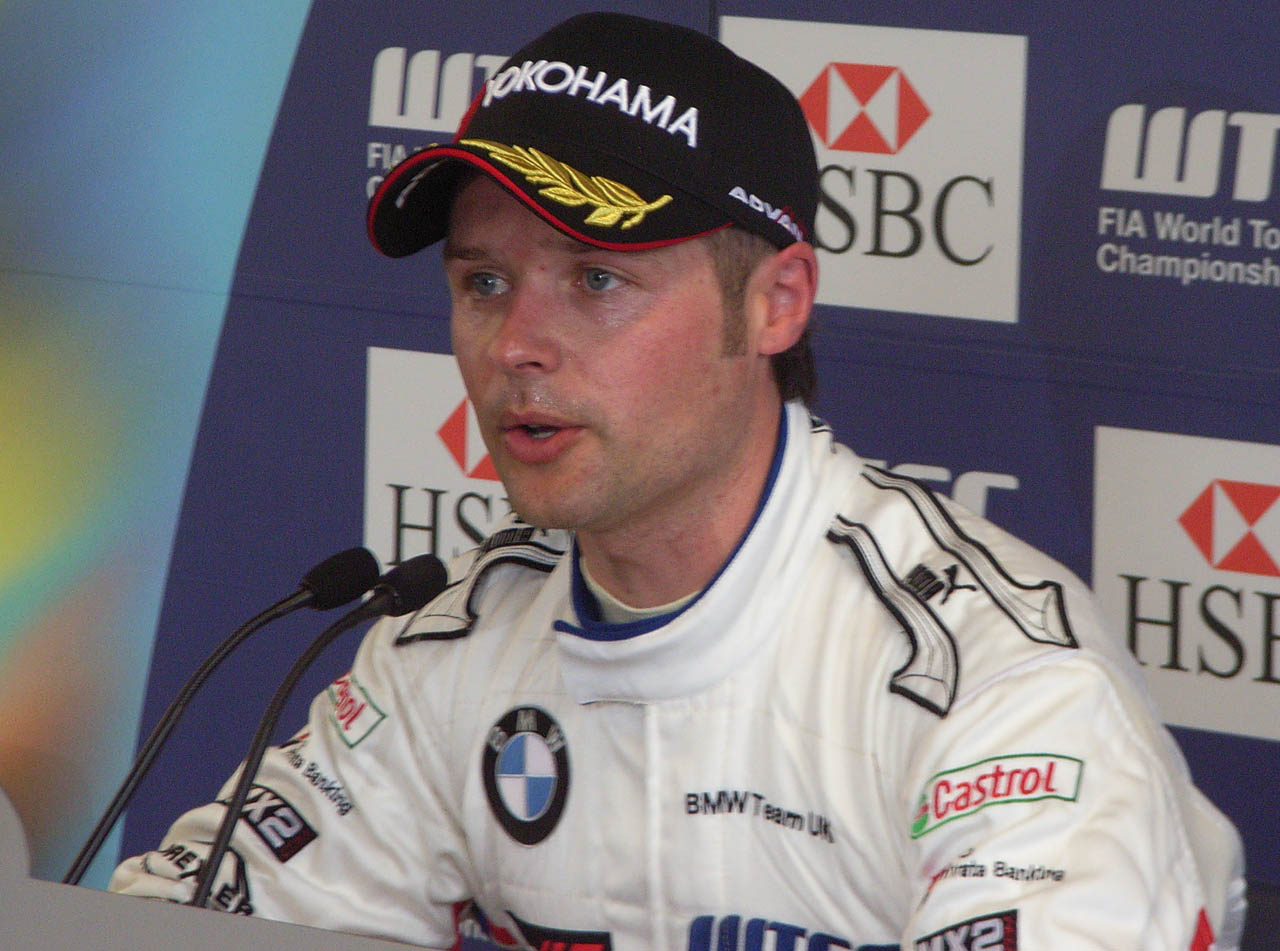
Andy Priaulx bij een persconferentie van het WTCC in 2007

Andy Priaulx (Guernsey, 8 augustus 1974) is een Brits racecoureur. Hij is drievoudig kampioen in het WTCC.
Andy begon op zijn achtste met karten. Daarna  heeft hij nog in speedboten geracet en werd hij in 1995 Brits kampioen hillclimb.
Hierna ging hij op het circuit racen, eerst in de British F3 en daarna in de Formule Renault 2.0. In 1998 racete hij in het Renault Spider kampioenschap. Hij keerde terug in de British F3 in 2000 en 2001.
Omdat hij niet verder kwam in het openwiel racen ging hij tourwagen racen. Hij begon in 2001 in het British Touring Car Championship. Hij racete in het Vauxhall team en pakte geregeld de pole position. Daarna ging hij bij het team van Honda racen. In 2003 ging hij naar het European Touring Car Championship bij het BMW team. Hij werd derde in dat seizoen. In 2003 en 2004 reed hij ook nog in de V8 Supercars. In 2004 haalde hij voor het eerst een grote titel in het ETCC, en werd hij kampioen na lang gestreden te hebben met de nummer twee, Dirk Müller.
Toen het ETCC overging in het WTCC werd hij ook daar kampioen, in 2005, 2006 en 2007. In 2008 moest hij zijn titel afstaan aan de Seat-kopman Yvan Muller die voor het eerst in het bestaan van het WTCC met een TDI kampioen werd.
Priaulx reed in 2009 bij het BMW Team UK, en vormt in 2010 een team met de Braziliaan Augusto Farfus bij het BMW Team RBM.
Sebastian Priaulx, de zoon van Andy, is eveneens autocoureur.